# Trying Not to Love You
Singles de Nickelback
Lullaby
(2012) Edge of a Revolution
(2014)
Trying Not to Love You est le trente-troisième single du groupe Nickelback et le cinquième de l'album Here and Now sorti en 2011.

## Classements
| Classement (2012)                      | Meilleure position |
| -------------------------------------- | ------------------ |
| Australie (ARIA)                       | 66                 |
| Autriche (Ö3 Austria Top 40)           | 67                 |
| Belgique (Flandre Ultratop 50 Singles) | 9                  |
| Canada (Hot 100)                       | 93                 |
| Pays-Bas (Nederlandse Top 40)          | 45                 |

## Liste des chansons
| 1.   | Trying Not to Love You | 4:11 |
| 4:11 |                        |      |